# مقاطعة بريزرن
مقاطعة بريزرن ((بالألبانية: Rajoni i Prizrenit)، (بالصربية: Призренски округ))، هي واحدة من المقاطعات السبع في كوسوفو. يقع مقرها في مدينة بريزرن. يبلغ عدد سكانها 331,670 نسمة وفقا لإحصاء سنة 2011، وتبلغ مساحتها 2,024 كيلومتر مربع (حوالي 20٪ من إجمالي مساحة كوسوفو). يشكل الألبان غالبية سكان المقاطعة (85٪). ومع ذلك، فإن مقاطعة بريزرن يقطنها أكبر عدد من البوشناق والأتراك في كوسوفو، حيث يشكلون حوالي 10٪ من إجمالي سكان المقاطعة.

## البلديات
تضم مقاطعة بريزرن 7 بلديات و195 بلدة.
| البلدية       | عدد السكان(2011) | المساحة (كم2) | الكثافة (كم2) | البلدات |
| ------------- | ---------------- | ------------- | ------------- | ------- |
| بريزرن        | 177,781          | 284           | 626.0         | 74      |
| سوفا ريكا     | 59,722           | 306           | 178.5         | 42      |
| ماليشفي       | 54,613           | 361           | 165.4         | 43      |
| دراغاس        | 33,997           | 435           | 78.2          | 35      |
| ماموشا        | 5,507            | 11            | 500.6         | –       |
| مقاطعة بريزرن | 331,670          | 1,397         | 237.4         | 195     |

## التركيبة السكانية

### اللغة
بجانب اللغة الألبانية والصربية والبوسنية، تعتبر اللغة التركية أيضًا لغة رسمية ويتم التحدث بها على نطاق واسع في هذه المقاطعة. بلدية ماموشا هي موطن لحوالي 5,000 ناطق باللغة التركية.

### المجموعات العرقية
وفقا لإحصاء سنة 2011، فإن أكبر مجموعة عرقية في المقاطعة هم الألبان، كما تتواجد مجموعات أخرى كالبوشناق والأتراك والغوراني والغجر وغيرهم.